# Elsa Raccanelli
Elsa Raccanelli   (Xile, segle XIX - segle XX) fou una soprano xilena que va triomfar al Gran Teatre del Liceu de Barcelona a la dècada del 1910. El 1916 hi va estrenar l'òpera Tassarba d'Enric Morera.